# ドント・ハングアップ
『ドント・ハングアップ』（原題：Don’t Hang Up）は、2016年のイギリスのホラー映画。

## あらすじ
悪質なイタズラ電話を繰り返すブレイディやサムたちの元に、ある日、イタズラ電話を掛けた相手から折返しの電話が掛かってくる。その相手の男は、何故か2人の住所を知っており、ブレイディの両親を監禁していることを告げる....。

## スタッフ
- 監督：ダミアン・マセ、アレクシ・ワジブロア
- 脚本：ジョー・ジョンソン
- 製作：ローリー・クック、ジェイソン・ニューマーク、アレクシ・ワジブロア、ダミアン・マセ
- 製作総指揮：エド・フレイマン、アダム・ナイジェル、ジョー・ジョンソン、ステファニー・ジョンソン、ブルックリン・ウィーバー
- 音楽：アレクシ・オーブリー・カールソン
- 美術：グレッグ・ショウ

## キャスト
- サム・フラー：グレッグ・サルキン
- ジェフ・モズリー：ジャック・ブレット・アンダーソン
- ブレイディ・マニオン：ギャレット・クレイトン
- コルバイン夫人：シエンナ・ギロリー
- ペイトン・グレイ：ベラ・デイン
- ラリー：ロバート・グッドマン
- ロイ：エドワード・キリングバック
- イジー：コニー・ウィルキンス